# Gerrit Walther
Gerrit Walther (* 15. Februar 1959 in Kiel) ist ein deutscher Historiker.

Gerrit Walther studierte von 1980 bis 1986 Literaturwissenschaft, Geschichte und Philosophie an der Johann Wolfgang Goethe-Universität Frankfurt am Main und absolvierte nebenbei eine Redakteursausbildung bei einer Tageszeitung. Seine wichtigsten akademischen Lehrer waren Ulrich Muhlack und Notker Hammerstein. Von 1987 bis 1997 war Walther Wissenschaftlicher Mitarbeiter in Frankfurt. Im Jahr 1992 wurde er in Frankfurt am Main promoviert mit der von Ulrich Muhlack betreuten Arbeit über den Historiker und Politiker Barthold Niebuhr. Die Zweit- und Drittgutachter der Arbeit waren Notker Hammerstein und Lothar Gall. Im Sommer 1993 wurde Walther der Friedrich Sperl-Preis der Vereinigung von Freunden und Förderern der Johann Wolfgang Goethe-Universität Frankfurt am Main e. V. zuerkannt. 1997 erfolgte die Habilitation ebenfalls in Frankfurt am Main mit einer Arbeit über den Fuldaer Fürstenabt Balthasar von Dernbach. In Frankfurt am Main lehrte er auch als Privatdozent für Neuere Geschichte. 2000/2001 hatte Walther eine Lehrstuhlvertretung für Geschichte der Frühen Neuzeit an der Justus-Liebig-Universität Gießen inne. Seit 2002 lehrt er in der Nachfolge von Hartwig Brandt als Professor für Geschichte der Frühen Neuzeit an der Bergischen Universität Wuppertal. Er wurde im Oktober 2008 Dekan der Fakultät für Geistes- und Kulturwissenschaften und blieb dies bis 2020.
Im Jahr 2006 wurde Walther ordentliches Mitglied der Nordrhein-Westfälischen Akademie der Wissenschaften. Seit 2008 ist er Mitglied der Historischen Kommission bei der Bayerischen Akademie der Wissenschaften, 2012 wurde er als Nachfolger von Lothar Gall zum Präsidenten der Kommission gewählt. Am 8. März 2017 wurde er für weitere fünf Jahre in dem Amt bestätigt. 2012 wählte ihn die Bayerische Akademie der Wissenschaften zu ihrem korrespondierenden Mitglied.
Walthers Forschungsschwerpunkte sind die allgemeine Geschichte des konfessionellen Zeitalters, die französische Geschichte der Frühen Neuzeit, die Geschichte des Humanismus und der europäischen Bildung, die Geschichte der Geschichtswissenschaft und der klassischen Altertumswissenschaft, die Adels- und Hofkultur der Frühen Neuzeit. Walther war Fachherausgeber für Bildung in der Enzyklopädie der Neuzeit und ist Fachvertreter für Frühe Neuzeit im Herausgebergremium der Historischen Zeitschrift.

## Schriften (Auswahl)
Monographien
- Julius Maria Becker 1887–1949. Ein Dichter zwischen den Weltkriegen. Battert, Baden-Baden 1989, ISBN 3-87989-160-5.
- Niebuhrs Forschung (= Frankfurter historische Abhandlungen. Bd. 35). Steiner, Stuttgart 1993, ISBN 3-515-06369-2 (Zugleich: Frankfurt (Main), Universität, Dissertation, 1991).
- Abt Balthasars Mission. Politische Mentalitäten, Gegenreformation und eine Adelsverschwörung im Hochstift Fulda (= Schriftenreihe der Historischen Kommission bei der Bayerischen Akademie der Wissenschaften. Bd. 67). Vandenhoeck und Ruprecht, Göttingen 2002, ISBN 3-525-36060-6 (Zugleich: Frankfurt (Main), Universität, Habilitations-Schrift, 1997) (Digitalisat).
- Staatenkonkurrenz und Vernunft: Europa 1648–1789. Beck, München 2021, ISBN 978-3-406-67174-6.

Herausgeberschaften
- mit Notker Hammerstein: Ulrich Muhlack: Staatensystem und Geschichtsschreibung. Ausgewählte Aufsätze zu Humanismus und Historismus, Absolutismus und Aufklärung (= Historische Forschungen. Bd. 83). Duncker & Humblot, Berlin 2006, ISBN 978-3-428-12025-3.
- mit Michael Maaser: Notker Hammerstein: Geschichte als Arsenal. Ausgewählte Aufsätze zu Reich, Hof und Universitäten der Frühen Neuzeit (= Schriftenreihe des Frankfurter Universitätsarchivs. Bd. 3). Wallstein, Göttingen 2010, ISBN 978-3-8353-0798-8.
- mit Michael Maaser: Bildung. Ziele und Formen, Traditionen und Systeme, Medien und Akteure. Metzler, Stuttgart u. a. 2011, ISBN 978-3-476-02098-7.